# 7-디하이드로데스모스테롤
7-디하이드로데스모스테롤(영어: 7-dehydrodesmosterol)은 콜레스테롤 대사 과정에서의 대사 중간생성물이다.

## 같이 보기
- 콜레스테롤